# Per-Kristian Foss
Per-Kristian Foss  (sinh ngày 19 tháng 7 năm 1950 tại Oslo) là một chính khách người Na Uy cho Đảng Bảo thủ và từ 2014–2017, Tổng Kiểm toán Na Uy.
Ông được bầu vào Quốc hội Na Uy từ Oslo năm 1981 và được bầu lại sáu lần. Trước đây ông đã từng là phó đại diện trong nhiệm kỳ 1977–1981.
Từ năm 2001 đến năm 2005, khi nội các thứ hai Bondevik giữ chức vụ, Foss là Bộ trưởng Bộ Tài chính. Ông cũng đóng vai trò là Thủ tướng rất ngắn gọn vào năm 2002. Trong thời gian này, ghế của ông tại quốc hội đã được Ine Marie Eriksen đảm nhiệm. Foss đã nhận được nhiều sự chú ý vì là bộ trưởng đồng tính công khai đầu tiên trong một chính phủ Na Uy và sống trong quan hệ đối tác đã đăng ký với Jan Erik Knarbakk. Ông là nhà lãnh đạo quốc gia đồng tính công khai đầu tiên.
Ở cấp địa phương, Foss là một thành viên của hội đồng thành phố Oslo từ năm 1971 đến năm 1975.
Từ năm 1973 đến 1977, ông là lãnh đạo của đảng Bảo thủ trẻ (Unge Høyre), cánh trẻ của Đảng Bảo thủ. Per Kristian Foss được nhắc đến như một nhà lãnh đạo mới có thể cho Đảng Bảo thủ sau khi Jan Petersen từ chức năm 2004, nhưng ông đã từ chối điều hành và thay vào đó ủng hộ Erna Solberg. Sau khi Høyre đấu tranh trong các cuộc bầu cử và thăm dò ý kiến trong những năm đầu tiên lãnh đạo Erna Solberg, ông cũng được nhắc đến như một nhà lãnh đạo mới có thể, nhưng ông không bao giờ thách thức Solberg cho vị trí lãnh đạo. Hiện tại Foss là phó chủ tịch của đảng bảo thủ và là thành viên của ủy ban trung ương đảng.
Foss có một cand.mag. bằng khoa học chính trị, luật công và tội phạm học của Đại học Oslo (1977) và nghiên cứu sau đại học một phần về khoa học chính trị.
Vào ngày 3 tháng 1 năm 2012, Foss bị đột quỵ trong đêm và tỉnh dậy để nói chuyện với một tiếng cười. Sau một thời gian hồi phục, ông đã trở lại làm việc và người ta khó có thể nghe thấy tiếng cười của ông nữa.